# Johann Häusler
Johann Häusler (* 3. Februar 1952 in Augsburg) ist ein deutscher Politiker (Freie Wähler Bayern) und Agrarökonom. Er war von Oktober 2014 bis Oktober 2023 Abgeordneter im Bayerischen Landtag.

## Leben
Johann Häusler absolvierte eine kaufmännische Ausbildung und legte auf dem Zweiten Bildungsweg am Bayernkolleg seine Abiturprüfung ab. Als Agrarökonom (Landwirt und Kaufmann) übte Johann Häusler bis 2013 verschiedene Funktionen in der Leitung und Geschäftsführung von Erzeugergemeinschaften in Wertingen und einer Gesellschaft für Tierhaltungsbedarf aus. In der Ringgemeinschaft Bayern war er bis 2010 im Vorstand tätig. 
Johann Häusler gehörte von 1984 bis 2002 dem Marktgemeinderat von Biberbach an und amtierte dort von 1990 bis 1996 als Zweiter Bürgermeister. Dem Kreistag des Landkreises Augsburg gehört er seit 1990 an, von 1995 bis 2010 als Fraktionsvorsitzender seiner Partei. Von 2008 bis 2014 amtierte Johann Häusler als Stellvertretender Landrat des Landkreises Augsburg. Von 2000 bis 2018 war er Verwaltungsrat des Klinikums Augsburg; seit 2000 amtiert er als Verbandsrat des Krankenhauszweckverbandes Augsburg. Von 1987 bis 2005 war Johann Häusler Kreisvorsitzender der Freien Wähler Landkreis Augsburg, von 2012 bis 2015 amtierte er als Stellvertretender Bezirksvorsitzender der Freien Wähler Schwaben. 
Häusler rückte am 1. Oktober 2014 für die ausgeschiedene Ulrike Müller in den Bayerischen Landtag nach und betreut seitdem die Stimmkreise Aichach-Friedberg, Augsburg-Land/Dillingen und Donau-Ries. In der 17. Wahlperiode (2014 bis 2018) gehörte Johann Häusler den Ausschüssen für Ernährung, Landwirtschaft und Forsten und für Wirtschaft und Medien, Infrastruktur, Bau und Verkehr, Energie und Technologie an. Bei der Landtagswahl am 14. Oktober 2018 wurde er über die Liste des Wahlkreises Schwaben wieder in den Bayerischen Landtag und zum Stellvertretenden Vorsitzenden der Fraktion der Freien Wähler gewählt. Ab Januar 2022 war er Mitglied des Ausschusses für Bildung und Kultus. 
Bei der Wahl des  Bayerischen Landtags am 8. Oktober 2023 kandidierte er nicht mehr.
Häusler ist römisch-katholisch, verheiratet und hat drei Kinder. Er wohnt in Biberbach.